# وصی
وصی در لفظ به معنای کسی که وصیت‌کننده او را مأمور اجرای وصیت خود کند. در اصطلاح فقه کسی است که بنابر وصیت کسی پس از مرگ وی، می‌تواند در امور و اموال وی تصرف کند. و در معنای اصطلاحی در شیعهٔ دوازده‌امامی شخصی است که در امر دین بنا بر وصیت پیامبر یا وصی پیشین امور متدینین را بر عهده می‌گیرد. هر گاه بدون اشاره به شخص خاصی باشد، مقصود علی بن ابی‌طالب است که وصی محمد، پیامبر اسلام می‌باشد.